# 施特雷徹山
46°35′56″N 9°14′59.10″E / 46.59889°N 9.2497500°E
施特雷徹山（Strätscherhorn），是瑞士的山峰，位於該國東南部，由格勞賓登州負責管轄，屬於勒蓬廷山的一部分，海拔高度2,557米，每年平均降雨量1,929毫米。